# Drepanophora corrugata
Drepanophora corrugata är en mossdjursart som först beskrevs av Thornely 1905.  Drepanophora corrugata ingår i släktet Drepanophora och familjen Lepraliellidae. Inga underarter finns listade i Catalogue of Life.